# Праведники народів світу з Черкащини
Праведник народів світу — почесне звання. яке присуджується Держава Ізраїль за рятування євреїв у роки Друга світова війна від знищення нацистами на території Європа. Визнані отримують медаль і Почесну грамоту, а їх імена увічнюють в Яд Вашем на Горі Пам'яті в Єрусалимі. Серед визнаних є жителі Черкащини. У статті вказані люди, місце проживання і рік визнання.

## м.Черкаси
1. Мамченко Валентин (1931 р. н.), присуджено звання у 2003 р.
2. Мамченко Марія (1910 р. н.) була завідуючою магазином, присуджено звання у 2003 р.
3. Осмоловська Марія, присуджено звання 2003 р.
4. Осмоловський Іван, присуджено звання 2003 р.
5. Фоменко (Осмоловська) Зінаїда, присуджено звання у 2003 р.
6. Шулежко Олександра Максимовна — няня. вихователька, директор дитбудинку, присуджено звання у 1996 р.
7. Ченцова Валентина Саватіївна, присуджено звання у 1994 р.

## м.Сміла
8. Дикий Віктор (1924 р. н.), присуджено звання у 2005 р.
9. Кружева (Прохаченко) Лідія (1924 р. н.), присуджено звання у 2004 р.
10. Прохаченко Година, присуджено звання у 2005 р.

## м.Умань
11. Глазкова Віра, присуджено звання у 2003 р.
12. Губарь Олексій, присуджено звання у 1996 р.
13. Ларжевська Лариса, присуджено звання у 1996 р.
14. Ларжевський Іван, присуджено звання у 1996 р.
15. Ларжевський Леонід, присуджено звання у 1996 р.
16. Ларжевський Микола, присуджено звання у 1996 р.
17 Марченко Олена, присуджено звання у 2000 р.

## с. Будище (район не вказано)
18. Швед Павло, присуджено у 1998 р.
19. Швед Пелагея, присуджено у 1998 р.
20. Швед Наталя, присуджено у 1998 р.
21. Швед Юрій, присуджено у звання 1998 р.

## Маньківський район
с. Кищенці
22. Шимко Ганна (1913), присуджено звання у 1996 р.

## Монастирищенський район(тоді Вінницька область)
с. Зозулинці
23. Крученюк Анастасія, присуджено звання у 2002 р.
24. Крученюк Віра (1927), присуджено звання у 2002 р.
25. Михальчук Прасков'я, присуджено звання у 2013 р.
 с. Княжики 
26. Балюк Євдокія, присуджено у 2000 р.
27. Бондар Клеопатра, присуджено у 2002 р.
28. Чверкалюк Капітоліна, присуджено у 2000 р.

## м.Тальне
29. Васільцов Андрій, присуджено у 1994 р.
30. Васільцова Марія, присуджено у 2000 р.

## м.Шпола
31. Купрієвич Олена, присуджено у 1998 р.
32. Купрієвич Опанас, присуджено у 1998 р.

## Шполянський район
с. Журавка
33. Крещенко Прасковія, присуджено у 1999 р.

## Уманський район
смт. Бершадь
34. Семченко Тетяна, присуджено у 2004 р.
с. Лугова
35. Гайсинська (Коваль) Мотрьона (1913). присуджено у 2001 р .

## м.Городище
36. Куліченко Груня, присуджено у 1999 р.
37. Куліченко Михайло, присуджено у 1999 р.

## Городищенський район
с. Хлистунівка 
38. Ружина Марія, присуджено у 1999 р.
м. Жашків
39. Філіпенко Надія, присуджено у 1995 р.

## Жашківський район
с. Олександрівка
40. Булига (Поліщук) Лідія, присуджено у 1999 р.

## Звенигородський район
с. Будище 
41. Кулік Ганна (1877), присуджено звання у 2002 р.
42. Кулік Григорій (1872), присуджено звання у 2002 р
с. Неморож
43. Микитенко Никифор, присуджено у 1992 р.
44. Микитенко Олександра, присуджено у 1992 р.
45. Микитенко Павло (1923), присуджено у 1992 р.
с. Чижівка
46. Курдус Горпина, присуджено у 2004 р.

## Мокро-Калигірський (Катеринопільський) район
с. Вікнине 
47. Кураш (Нетребенко) Ганна, присуджено у 1993 р.
48. Нетребенко Павло, присуджено у 1993 р.
49. Нетребенко Харитина, присуджено у 1993 р.
с. Козачани
50. Сокур Кіндрат (1910), присуджено у 1994 р.
51. Сокур Ярина (1911), присуджено у 1994 р.

## Корсунський район
с. Завадівка 
52. Федірко Євдокія (1900), присуджено у 2008 р.
53. Федірко Родіон (1900), присуджено у 2008 р.
 с. Нетеребка 
54. Погрібний Єрофій (1893), присуджено у 2008 р.
 с. Шестеринці 
55. Ялінська Галина (1899), присуджено у 2013 р.
56. Ялінський Василь (1927), присуджено у 2013 р.

## Чигиринський район
с. Шабельники (не існує)
57. Прудкая Химка, присуджено у 2000 р.

## Христинівський район
с. Івангород
58. Рябая Акуліна (1923), присуджено у 1995 р.
59. Бессмертна Акуліна (1903), присуджено 1995 р.